# Mary Akrami
Mary Akrami és directora del Centre de Desenvolupament d'Habilitats de les Dones Afganeses des de l'any 1999, creat durant el seu exili al Pakistan. Representava la societat civil afganesa en la Conferència de Bonn de 2001. L'any 2003, el Centre de Desenvolupament d'Habilitats de les Dones Afganeses va obrir el primer refugi de dones a Kabul, a l'Afganistan. El refugi ofereix consell legal, classes d'alfabetització, assessorament psicològic i formació bàsica per a dones que ho necessitin. Akrami respon al telèfon les 24 hores del dia en el refugi i, amb el seu lideratge, algunes de les dones d'allà han denunciat els seus agressors públicament i els han perseguit judicialment, una cosa impensable abans. Ha rebut amenaces a causa del seu activisme.
Va rebre, l'any 2007 el Premi Internacional Dona Coratge i va ser nomenada en la llista BBC 100 Women 2016 una de les dones més inspiradores i influents de l'any.
Akrami és membre de la New York University’s Human Rights Advocacy. Forma part també de la South Asian for Human Rights (SAHR) des de 2013. És una membre pionera de la Frontline Defenders de l'Afganistan com a líder de la reintegració de dones que han patit violència (viu en el refugi AWSDC) mitjançant l'apoderament, un gran nombre de residents del refugi es formen diàriament en la gestió hotelera i s'ha obert un restaurant per elles. Es tracta del primer restaurant de la història de l'Afganistan portat i propietat de dones. És també una membre activa en la comissió que s'encarrega d'elaborar lleis women friendly, una altra contribució valuosa en la línia de protegir els drets de les dones, aquest cop en el marc de la legislació. Akrami ha estat seleccionada, a més, com a membre del Comitè de Selecció de la Comissió Electoral de l'Afganistan. Recentment, se li ha donat la responsabilitat de treballar com a membre de l'Alt Comissionat per la Pau de l'Afganistan.